# Parco scientifico didattico di Isola Polvese
Il Parco Scientifico Didattico di Isola Polvese è un Centro di Educazione Ambientale ubicato in un'area naturale protetta all'interno del Parco Regionale del Lago Trasimeno. Isola Polvese è situata nella parte sud-orientale del Trasimeno e con i suoi 70 ettari è la più estesa delle isole del Lago.
L'area è di particolare interesse storico e naturalistico. 
Di proprietà della Provincia di Perugia l'isola offre oggi un esempio di gestione ambientale secondo criteri di sostenibilità con agricoltura biologica, impianti di fitodepurazione e sistemi di risparmio energetico. È destinata a parco scientifico didattico e laboratorio territoriale per lo sviluppo sostenibile e come tale dedicata ad attività di ricerca, sperimentazione, educazione e turismo ambientale. 
Le attività di didattica e turismo ambientale sono gestite dalla Plestina Ambiente e Territorio che opera in qualità di Centro di Esperienza Ambientale e "Aula Verde" certificati dalla Provincia di Perugia e dalla Regione Umbria.  
Il Centro di Esperienza Ambientale offre un'ampia gamma di servizi per le scuole e i turisti con percorsi tematici, visite in giornata, campi scuola di durata variabile.

## Storia
Frequentata probabilmente fin dalla protostoria, l'isola fu abitata sicuramente dagli Etruschi e dai Romani. Nel Medioevo gli abitanti dichiararono sottomissione al potente Comune di Perugia. In questo periodo vennero edificate varie chiese di cui oggi rimangono la chiesa di San Giuliano e quella di San Secondo e si diede inizio alla costruzione del castello a difesa e protezione degli abitanti.
Questi, in massima parte pescatori, risiedevano nell'antico borgo situato sul versante meridionale di cui oggi non rimane più traccia.
Sull'isola furono presenti vari ordini religiosi come l'ordine domenicano e l'ordine benedettino degli olivetani. Dal 1841 al 1973 divenne di proprietà di privati che la utilizzarono prevalentemente come riserva di caccia. Nel 1973 fu acquistata dalla Provincia di Perugia.
Tra i monumenti di rilievo si ricordano le chiese di San Giuliano e di San Secondo, il convento degli Olivetani e il castello medievale.
Un'importante opera di epoca più recente è il giardino delle piante acquatiche già piscina Porcinai realizzata nel 1959/60 dall'architetto fiorentino Pietro Porcinai.

## Territorio
L'isola Polvese ha un'estensione di 69,6 ha. La costa si trova a 258 m s.l.m., mentre la sommità raggiunge i 313,4 m; nella parte orientale e meridionale è presente una vasta zona umida con canneti che danno rifugio a varie specie di uccelli ed anfibi. Nella parte settentrionale si trova un piccolo bosco (11 ha), prevalentemente popolato dal lecci e roverelle. L'accesso è libero.

## Comuni
Amministrativamente è una frazione del comune di Castiglione del Lago (PG). I collegamenti sono garantiti dal Servizio di navigazione del Trasimeno con collegamenti da San Feliciano (comune di Magione).

## Flora
Dal punto di vista della vegetazione, l'isola presenta tre ambienti principali: la zona umida, il bosco e i coltivi.
La zona umida è caratterizzata da un canneto che si presenta più esteso sul versante orientale e meridionale dell'isola. Al largo del canneto prevale la vegetazione acquatica con le idrofite natanti e sommerse rappresentate da ceratofilli, millefoglie d'acqua e brasche. Lungo le sponde sono presenti salici e pioppi. 
Il bosco occupa la parte settentrionale dell'isola. Le specie vegetali prevalenti sono quelle tipiche degli ambienti mediterranei come lecci (lecceta di San Leonardo), roverelle, ornielli e alaterni. Nel sottobosco prevalgono viburno, alloro, pungitopo, ligustro e sanguinello e sui versanti più soleggiati gli arbusti spinescenti come pruni selvatici e biancospini.
Gli oliveti rappresentano la coltura prevalente e si estendono per circa 40 ettari lungo il versante meridionale. Dagli olivi, attraverso una spremitura a freddo realizzata nel Frantoio dell'isola, si ottiene un olio biologico di ottima qualità.
Alberi e arbusti ornamentali sono presenti in prossimità dell'approdo e nell'area del Centro Servizi: lungo il viali crescono tigli, ippocastani e lagerstroemie, sui prati, salici, tamerici, acacie, pini, platani e catalpe con siepi di evonimo e oleandro.
Nelle zone coltivate si possono trovare vecchi esemplare di alberi da frutto (ciliegi, noci, albicocchi, susini, fichi) e lungo i sentieri interni dell'isola siepi di rosmarino e melograno.

## Fauna
Gli ambienti naturali descritti ospitano una ricca fauna di invertebrati, soprattutto insetti. Tra i vertebrati è presente la volpe, la faina, la lepre e la nutria.
Molto ricca e interessante è l'avifauna legata all'ambiente umido e ripariale (svassi, folaghe, aironi, germani, ecc.) e a quello agricolo-forestale (fagiani, upupe, pigliamosche, cuculi,ecc.).

## Punti di interesse
Il giardino delle piante acquatiche è  stato realizzato nel 1965 in seguito al recupero della piscina progettata nel 1959 dall'architetto Pietro Porcinai su commissione del conte Citterio. La piscina, scavata interamente nella roccia è stata ricavata in un'area occupata da una vecchia cava di arenaria abbandonata. La vasca centrale si presenta circondata da vasche laterali dette “ninfei” nelle quali cresce una grande varietà di piante acquatiche come ninfee, fior di loto e gigli d'acqua, le cui fioriture è possibile ammirare a partire dalla tarda primavera.

## Attività
Attività di ricerca e di sperimentazione con programmi di monitoraggio ambientale (stazioni di rilevamento dei parametri idrometeorologici), studio nel campo delle tecnologie a basso impatto e azioni di recupero secondo criteri ad alta compatibilità ambientale.
Attività produttiva legata all'agricoltura biologica e al turismo. 
Attività di educazione ambientale finalizzata alla conoscenza del territorio. I percorsi didattici prevedono un'interazione diretta con l'ambiente circostante attraverso momenti ludici e di lavoro su campo e in laboratorio e si articolano in maniera da consentire una visione globale dell'ambiente e della sua gestione secondo criteri di sostenibilità (impianti di fitodepurazione, compostaggio dei rifiuti organici, pannelli solari). L'isola Polvese è inserita nella rete regionale dei centri di esperienza ambientale.